# Portret Francesca de' Este
Portret Francesca d'Este je majhna slika olje na lesu nizozemskega slikarja Rogierja van der Weydna iz leta 1460. Delo je v dobrem stanju  in je od leta 1931 v Metropolitanskem muzeju umetnosti v New Yorku. Ko so ga v začetku 20. stoletja pripisovali van der Weydnu, je bilo med umetnostnimi zgodovinarji veliko ugibanj o identiteti portretiranca. Prepoznali so ga kot člana družine d'Este z grba na hrbtni strani in dolgo mislili, da je Francescov oče Lionello, italijanski in visoko postavljeni burgundski princ in Rogierjev pokrovitelj. Leta 1939 je Ernst Kantorowicz človeka identificiral kot Lionelovega nezakonskega sina Francesca (ok. 1430 - po 1475), kar je zdaj splošno sprejeto. Tabla je bila naslikana, ko je bil portretiranec star približno 30 let , in velja za enega najlepših van der Weydnovih portretov , v marsičem vrhunec njegovega kasnejšega, bolj strogega dela.
Van der Weyden si je želel laskati d'Estejem; čeprav ni bil čeden, je prikazan kot prsat, z občutljivim in kultiviranim obrazom, ostrim izrazom, dolgim vratom in orlovskim nosom. Kladivo in obroč (slednji je bil razkrit šele po čiščenju leta 1934), ki ju stiska v roki, sta verjetno namenjena statusnim simbolom, čeprav njihov natančen pomen ni bil pozitivno ugotovljen. Značilno za Van der Weydna so prsti portretiranca, zelo podrobni in vidni, prikazani kot skoraj počivajoči v spodnjem levem delu okvirja table, dolgi, koščeni in zelo natančni. Slika je za tisti čas nenavadno laična in skuša laskati d'Estejevemu pomembnemu položaju, namesto da bi poudarila njegovo predanost ali osebno ponižnost.
Portret sledi strukturnim konvencijam moških portretov iz pozne kariere van der Weydna. To je pol dolg, tričetrtinski pogled  na navadnem in plitkem ozadju. Ozadje je ena njegovih najbolj presenetljivih lastnosti, njegova plitvost je v nasprotju z globoko, senčno in atmosfersko vrsto, priljubljeno v severni umetnosti od Van Eycka dalje. Številni umetnostni zgodovinarji so opozorili, da je ozadje preplaščeno z belimi, bolj značilnimi temno sivimi in črnimi toni.

## Identiteta portretiranca
Slike zgodnjih nizozemskih mojstrov so izginile iz mode po 16. stoletju, mnoge pa so izginile šele v 19. stoletju. To delo je bilo izgubljeno do poznih 1800-ih, ko je prišlo v zbirko sira Audleya Neelda. Veliko se je ugibalo o identiteti portretiranca, že zgodaj so ga prepoznali kot člana družine d'Este z grba, ki je prikazan na zadnji strani table. V začetku 20. stoletja naj bi bil Francescov oče Leonello, na podlagi podobnosti s temo portreta Pisanella. Leonello bi bil takrat star okoli 42 let in je naslednje leto umrl zaradi kranialnega abscesa.
Nekaj časa je bila tabla naslovljena Portret zlatarja, verjetno na podlagi nerazumevanja pomena kladiva v desni roki d'Esteja. Francescovo identiteto je v letih 1939–40 ugotovil umetnostni zgodovinar Ernst Kantorowicz. Njegova predstavitev je zelo podobna dokumentiranemu sodobnemu portretu, ki ga najdemo v ikonografskem delu v Rimu in pripisan portretu v Narodni galeriji umetnosti v Washingtonu.
Francesco d'Este je bil nezakonski sin visoko postavljenega Lionela Meliaduse d'Este, markiza Ferrare, vojvode Modene in Reggia Emilije ter nezakonski sin Niccolòja d'Este III. Francesco je večino svojega življenja preživel kot vojaški častnik na Nizozemskem, čeprav se je večkrat vrnil v Italijo, po navadi kot burgundski veleposlanik. Oče ga je leta 1444 poslal na burgundski dvor, da bi ga vzgajali in izobraževali pri Karlu Drznem, kasneje pa je dobil naziv 'markiz iz Ferrare'. Možno je, da je bil Francesco ubit leta 1476 na bojišču blizu Courcellesa v današnji Belgiji. Njegova identiteta je ugotovljena iz grba, prikazanega na hrbtni strani table in z napisa Francisque, tudi na hrbtni strani.

## Opis

### Portret
Portret je bil naslikan okoli leta 1460, pozno v van der Weydnovi karieri, v času, ko je bil zelo iskan in prestižen portretist. Panel je znan po tem, da je opustil slog, ki ga je razvil Jan van Eyck, ki je bil standardni model za severne slikarje do tedaj, slog, ki ga je morda označil  Petrusa Christusa Portret kartuzijana iz leta 1446. V nasprotju z globokim atmosferskim prostorom, ki ga zasedajo pri teh delih, je d'Este postavljen na navadno belo ali slonokoščeno sploščeno ozadje z malo sence, kar pomeni vrnitev tradicijam sloga mednarodne gotike. Portret je napredek donatorskih portretov v tistem času, deloma zato, ker slavi portretirančeve zemeljske, posvetne vrednote in ni nobenega moralizatorskega prizvoka ali verske ikonografije.
Je eden izmed številnih portretov, ki so jih der Weydnu naročili vojvode Burgundski v poznih 1450-ih. Tako kot pri večini van der Weydnovih moških portretov je d'Este prikazan v polovičnem profilu in samostojno gleda v sredino. Slika je bila opisana kot utelešenje »bistva dvorne družbe ... s svojo aristokratsko držo in vzgojeno eleganco«.
Široki prsni koš d'Esteja ni v sorazmerju z njegovimi dolgimi koščenimi prsti in dovolj širok, da je njegova glava v primerjavi z njim premajhna - sega po širini platna. Kljub temu ima občutljiv obraz in nekoliko odmaknjen izraz, ki daje vtis premišljenega dostojanstva, prefinjenosti in kančka intelektualne zaskrbljenosti. Ima čisto mladostno kožo, poudarjeno z belim ozadjem, orlovski nos v rimskem slogu ter štrlečo spodnjo ustnico in zaobljeno brado. Vendar ni privlačen moški. Forenzični slog van der Weydna razkriva potopljene oči in težke veke. Njegovi lasje niso tesno zadržani kot na portretu njegovega očeta pri Pisanellu, ampak v skoraj meniškem slogu padajo čez ušesa in čez čelo.
V desni drži kladivo in prstan. Njihov natančen pomen ni znan, čeprav umetnostni zgodovinarji menijo, da gre za aluzije na dvorni ritual in družbo. Kladivo je morda simbol njegove avtoritete viteškega plemiča, povezano z njegovimi privilegiji in dolžnostmi kneza njegovega kraljestva, morda povezano s turnirskim ritualom. Lahko predstavlja tudi kladivo svetega leta, simbol, povezan z jubilejem. Prstan, ki ga držijo njegovi tanki koščeni prsti, je lahko tekmovalna nagrada. Prstan je bil pobarvan in je bil ponovno odkrit šele leta 1934, ko je bila slika očiščena.

### Hrbtna stran
Na hrbtni strani table je grb, ki je sestavljen iz družinskih simbolov, razporejenih z upodobitvami priznanj, ki jih je družbi d'Este podelil Karel VII. Francoski s patentnimi pismi januarja 1431. Grb držita dva risa - besedna igra na besedo Leonello, ime njegovega očeta; druga žival sedi z zavezanimi očmi. Na obeh straneh živali so črke M E - domnevno okrajšave za Marchio Estenis (markiz od Este), čeprav bi lahko enako pomenile Marchio Estenses, naslov, za katerega vemo, da ga je uporabljal Leonello.  Na obeh straneh te črke veže vrvica s kitami. Črke, ki spominjajo na napis v poznejšem gotskem slogu nad njimi, se glasi VOIR TOUT (za ogled vseh) in spominjajo na Leonellovo geslo Quade Vides ne Vide ('Zapri oči na to, kar vidiš'), slednje pa je umetnostni zgodovinar Robert Fry opisal kot kar kaže na »idejo bistroumnosti, najnujnejše vrline za vladarja Leonellovega tipa«.
Izpolnitev vsebuje Francescovo ime v francoščini, burgundskem dvornem jeziku, v zgornjem levem kotu pa besede non plus courcelles (ne več courcelles). Ta stavek je uveljavljen kot poznejši dodatek, vendar ni bil zadovoljivo razložen. Morda gre za sklicevanje na takratno francosko vas Courcelles, v današnji Belgiji. Vas se nahaja v bližini mesta bitke pri Grandsonu, kar je bil velik poraz za Karla Drznega, kjer je bil portretiranec morda ubit leta 1476 (zadnjič je omenjen v zapisih leta 1475). Zaradi podobnosti grba z očetovim in pomena različnih napisov mnogi umetnostni zgodovinarji menijo, da to kaže na težnjo nezakonitega sina, da bi ga prepoznali kot sina Leonella, z vsemi pravicami in zgodovinskim priznanjem, ki bi ga takšno sprejetje pomenijo.

## Izvor in pripis
Sliko je imel sir Audley Neeld iz Chippenhama, dokler je leta 1909 ni prodal R. Langtonu Douglasu. Šla je skozi zbirko Edgarja Speyerja, preden jo je Michael Friedsam leta 1931 podaril Metropolitanskemu muzeju umetnosti.
Avtorstvo van der Weydna od poznega 19. stoletja ni bilo nikoli več resno izpodbijano, čeprav d'Este kot portretiranec ni bil določen do leta 1939. Panel prikazuje številne značilnosti moških portretov, naslikanih v tistem času, vključno z navadnim, plitvim ozadjem, tričetrtinskim pogledom, rahlo pobožnim srednjim pogledom in osredotočenostjo na tanke in nežne roke. Delo kaže vzorno ravnanje z barvo, njegova izbira in bogastvo barv pa je po mnenju mnogih umetnostnih zgodovinarjev morda eden izmed njegovih najboljših moških portretov c 1460, dokončanih med njegovim obiskom v Italiji.

## SKlici
1. ↑  Fry, 201
2. ↑  "Francesco d'Este". Metropolitan Museum of Art. Retrieved on 17 April 2010.
3. ↑  Bauman, 38
4. ↑  Fry, 200
5. ↑  Bauman, 46
6. ↑  Hand et all, 191
7. ↑  Campbell, 114
8. ↑  Bauman, 28
9. ↑  Allmand, 444
10. ↑  Wolff et al., 191
11. ↑  Van de Put, A. "Letter to Margaretta Salinger". June 1935
12. ↑  Fry, 200-1
13. ↑  Scher, 78

### Sources[edit]Viri
- Ainsworth, Maryan Wynn. From Van Eyck to Bruegel: Early Netherlandish painting in the Metropolitan Museum of Art. New York: Metropolitan Museum of Art, 1999. ISBN 0-300-08609-1
- Bauman, Guy. "Early Flemish Portraits 1425–1525". The Metropolitan Museum of Art Bulletin, Vol. 43, no. 4, Spring, 1986
- Campbell, Lorne. Van der Weyden. London: Chaucer Press, 2004. ISBN 1-904449-24-7
- Friedländer, Max J.. "The Pictures of Rogier van der Weyden in America." Art in America, no. 9, 1921. 62–63, 65
- Fry, Roger. "A Portrait of Leonello d'Este by Roger van der Weyden." Burlington Magazine 18, January 1911. 200–202
- Hand, John Oliver & Wolff, Martha. Early Netherlandish Painting. Washington: National Gallery of Art, 1986. ISBN 0-521-34016-0
- Harbison, Craig. "The Art of the Northern Renaissance". London: Laurence King Publishing, 1995. ISBN 1-78067-027-3
- Hulin de Loo, Georges. "Diptychs of Rogier van der Weyden". Burlington Magazine, Volume 43, No. 245, 1923
- Porras, Stephanie. Art of the Northern Renaissance: Courts, Commerce and Devotion. London: Laurence King Publishing, 2018. ISBN 978-1-7862-7165-5
- Scher, Stephen. Perspectives on the Renaissance medal. Routledge, 1999. ISBN 0-8153-2074-4